# Москали (Черниговская область)
Моска́ли (укр. Моска́лі) — село Черниговского района Черниговской области Украины. Население 100 человек.
Код КОАТУУ: 7425589903. Почтовый индекс: 15515. Телефонный код: +380 462.

## Власть
Орган местного самоуправления — Шибириновский сельский совет. Почтовый адрес: 15515, Черниговская обл., Черниговский р-н, с. Шибириновка, ул. Садовая, 6.

## Интересные факты
В селе Москали родился Михаи́л Улья́нович Бе́лый — украинский советский физик и общественный деятель, член-корреспондент АН УССР (с 1969 г.), заслуженный деятель науки УССР, член ЦК Компартии Украины (с 1976 г.), ректор Киевского университета (с 1970 г.)